# Eusebio Acasuzo
Eusebio Alfredo Acasuzo Colán (Lima, 8 de abril de 1952) é um ex-futebolista peruano que atuava como goleiro. Ele competiu na Copa do Mundo FIFA de 1982, sediada na Espanha, na qual a seleção de seu país terminou na 20º colocação dentre os 24 participantes, além de sendo o goleiro reserva sagrou-se campeão da Copa América de 1975.
Por clubes jogou apenas em três, sendo eles o Union Huaral (1972-1976), Universitario (1977-1984) e Club Bolivar (1985-1986).